# SN 1992P
SN 1992P – supernowa typu Ia odkryta 7 kwietnia 1992 roku w galaktyce IC3690. Jej maksymalna jasność wynosiła 16,14m.